# Gilbert Magaud
Gilbert Magaud est un pilote de rallye français.

## Biographie
Il a débuté en compétition automobile en 1987 (sur Talbot Samba Rallye), et a concouru jusqu'en 2011 (Rallye Terre de Vaucluse, sur Subaru Impreza S5 WRC '99) (avec une interruption de 2005 à 2010).

## Palmarès

### Titre
- Champion de France des rallyes Terre: 2002 (sur Lancia Delta HF Intégrale et Évolution, copilote Jean-François Gastinel);

### Victoires en championnat de France des rallyes Terre
- Rallye Terre des Drailles: 2001 (Lancia Delta Intégrale), 2002 (Lancie Delta Évolution), et 2003 (Citroën Saxo T4) (recordman de l'épreuve);
- Rallye Terre de Provence: 2002 (nb: J-F. Gastinel est le propre fils de l'organisateur de ce rallye Terre);
- Rallye Terre du Diois: 2002.